# San Andrés de Giles
 San Andrés de Giles  ist die Hauptstadt des gleichnamigen Partido San Andrés de Giles. Die Stadt liegt im Nordwesten der argentinischen Provinz Buenos Aires, rund 103 Kilometer von der Hauptstadt Buenos Aires entfernt. Sie hat 16.243 Einwohner (Stand: 2010, INDEC).

## Lage
San Andrés de Giles liegt in der fruchtbaren Pampa-Ebene an der Kreuzung von Ruta Nacional 7 und Ruta provincial 41.
Das Klima ist warmgemäßigt, mit warmen Sommern, kühlen Wintern und einer hohen Niederschlagsrate (1.056 mm im Jahr). Der Januar ist mit einer durchschnittlichen Temperatur von 24 °C der wärmste Monat. Der kälteste Monat ist mit einer durchschnittlichen Temperatur von 10 °C der Juli. Die Jahresdurchschnittstemperatur liegt bei 16,7 °C.

## Geschichte
Der 30. November 1806 ist das offizielle Gründungsdatum von San Andrés de Giles. An diesem Tag fand die erste katholische Messe in einer neu gebauten Kapelle statt, deren Schutzpatron der Apostels Andreas (San Andrés) ist. Das Land, auf dem die Kapelle errichtet wurde, stiftete Don Pedro de Giles y Remón. Seit 1937 besitzt San Andrés de Giles das Stadtrecht.

## Sehenswürdigkeiten
Sehenswürdigkeiten sind das 1908 errichtete Rathaus, die Plaza San Martin
mit dem Monumento a la Libertad (Denkmal für die Freiheit) von 1912 und die Kapelle, welche als Gründungspunkt der Stadt gilt (Templo Parroquial San Andrés Apostol).
Héctor José Cámpora, der 39. Präsident von Argentinien, lebte in San Andrés de Giles und war von 1944 bis 1945 Bürgermeister der Stadt. Das Haus, in dem er als Zahnarzt gearbeitet hatte, befindet sich in der San Martín 787.

## Söhne und Töchter der Stadt
- Orlando Agosti (1924–1997), Politiker und Militär
- Hernán Caputto (* 1974), argentinisch-chilenischer Fußballspieler
- Hugo Manuel Salaberry Goyeneche (* 1952), Priester und Bischof
- Zenobio Lorenzo Guilland (1890–1962), ein römisch-katholischer Geistlicher
- Enrique de Larrañaga (1900–1956), herausragender traditioneller Maler Argentiniens